# Jarilla (chi thực vật)
Jarilla là danh pháp khoa học của một chi thực vật hạt kín trong họ Caricaceae thuộc bộ Brassicales.

## Các loài
Chi Jarilla có 3 loài thực vật sinh sống tại châu Mỹ. 
- Jarilla chocola Standl.
- Jarilla heterophylla (Cerv. ex La Llave) Rusby, đồng nghĩa: Carica caudata, Jarilla caudata, Mocinna heterophylla.
- Jarilla nana (Benth.) McVaugh, đồng nghĩa: Carica nana.

## Tên gọi phổ biến
Tên gọi phổ biến "Jarilla" tại Nam Mỹ lại là dành cho loài cây liên quan tới chi Larrea.

## Hình ảnh

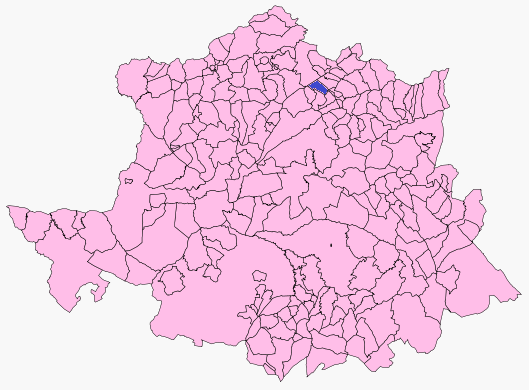